# Lars Lundkvist
För andra betydelser, se Lars Lundkvist (olika betydelser).
Åke Lars Erland Lundkvist, född 14 mars 1928 i Umeå, död 7 augusti 2012 i Uppsala, var en svensk författare och poet.

## Biografi
Lundkvist föddes i Umeå och influerades av samisk kultur, vilket resulterade i debuten Offertrumma 1950. Lundkvist studerade i Uppsala och arbetade länge som folkskollärare och senare som lärare och lärarutbildare i Uppsala fram till 1980. Parallellt med läraryrket skrev han sammanlagt 21 diktsamlingar och genombrottet kom 1974 med barndomsminnena och kärleksdikterna i Förvåna mig!. De sista åren av sitt liv arbetade han som författare på heltid. Lars Lundkvist är begravd på Uppsala gamla kyrkogård.

## Priser och utmärkelser
- 1956 – Boklotteriets stipendiat
- 1975 – Carl Emil Englund-priset för Förvåna mig
- 1977 – Östersunds-Postens litteraturpris
- 1981 – Sveriges Radios Lyrikpris
- 1982 – Ferlinpriset
- 1983 – Landsbygdens författarstipendium
- 1988 – Deverthska kulturstiftelsens stipendium
- 1991 – Stipendium till Harry Martinsons minne
- 1992 – Gerard Bonniers lyrikpris
- 1994 – De Nios Vinterpris
- 1995 – Bellmanpriset
- 1998 – Sten Hagliden-priset
- 2001 – Hedersledamot vid Norrlands nation
- 2004 – Filosofie hedersdoktor vid Umeå universitet